# Появляется Данстон
«Появля́ется Да́нстон» (англ. Dunston Checks In) — американская комедия, повествующая о переполохе в отеле, вызванном появлением обезьяны. Премьера состоялась 12 января 1996 года.

## Сюжет
После появления в отеле орангутана Данстона начинается переполох, начиная от кражи драгоценностей до мелких проделок. Эрик и Кайл, дети администратора отеля, и без того проказники, помогают Данстону скрыться от его злобного хозяина.

## В ролях
- Джейсон Александер — Robert Grant
- Фэй Данауэй — Mrs. Elena Dubrow
- Эрик Ллойд — Kyle Grant
- Руперт Эверетт — Lord Rutledge
- Сэм — Dunston
- Грэхам Сэк — Brian Grant
- Пол Рубенс — Buck LaFarge
- Глинн Шадикс — Lionel Spalding
- Натан Дэйвис — Victor Dubrow
- Дженнифер Бэсси — Mrs. Angela Dellacroce
- Judith Scott — Nancy
- Bruce Beatty — Murray
- Danny Comden — Norm
- Steven Gilborn — Artie
- John Centonze — Grant
- Lois De Banzie — Mrs. Winthrop
- Natalie Core — Mrs. Feldman
- Eugenia Hamilton — Frau Biedermeyer
- Michelle Bonilla — Consuelo
- Toribio Prado — Bernard
- Bree Turner — French Girl
- Kevin Kraft — Desk Clerk
- Peter Siragusa — Maintenance Man
- Ernest Perry, Jr. — Doorman
- Frank Kopyc — Night Doorman
- Lynne Marie Stewart — Cucumber Butt Woman
- Marceline Hugot — Mrs. Harrison
- Cynthia Martells — Ms. Pink
- Michael McCarty — Tex
- Katherine Olsen — Mrs. Tex
- Cynthia Madvig — Kimberly
- Ken Martin — Waiter
- Karen Maruyama — Telephone Operator
- Ray K. Morris — Maintenance Man #2
- Rita Minor — Maid #1
- Victoria Kemsley — Maid #2
- Ray Chang — Bellman #1
- Nicholas Garr — Bellman #2
- Roderick Bascom — Bellman #3
- Пола Малкомсон — Bellman #4
- Toni Perrotta — Maid #3
- Jim Ishida — Bali Majestic Guest
- Sunni Boswell — Bali Majestic Clerk
- Walker Hansen — Agitated Vagrant
- Tracy Zahoryin — Fashion Model
- Bob Bergen — Special Vocal Effects (voice)
- Фрэнк Уолкер — Special Vocal Effects (voice)
- Tom Garretson — Dancing Fool #1